# Bulbophyllum stalagmotelos
Bulbophyllum stalagmotelos là một loài thực vật có hoa trong họ Lan. Loài này được J.J.Verm. mô tả khoa học đầu tiên năm 2008.